# Норвегия на летних Олимпийских играх 1976
Норвегия принимала участие в Летних Олимпийских играх 1976 года в Монреале (Канада) в шестнадцатый раз за свою историю, и завоевала одну золотую и одну серебряную медаль.

## Медалисты
| Медаль | Спортсмен                                             | Вид спорта           | Дисциплина                               |
| ------ | ----------------------------------------------------- | -------------------- | ---------------------------------------- |
| Золото | Альф Хансен Франк Хансен                              | Академическая гребля | Мужчины, двойки парные                   |
| Золото | Оле Нафстад Арне Бергодд Финн Тветер Рольф Андреассен | Академическая гребля | Мужчины, четвёрки распашные без рулевого |